# جيمس بوزويل
جيمس بوزويل (بالإنجليزية: James Boswell)‏، اللورد الإسكتلندي التاسع لأوشينليك، (29 أكتوبر عام 1740 (النمط الجديد) – 19 مايو عام 1795)، كان كاتب سيرة ويوميات ومحام اسكتلندي الجنسية ومولود في إدنبرة. يُعرف بوزويل بالسيرة التي كتبها عن صديقه وكبار معاصريه، الكاتب الإنجليزي صمويل جونسون، ويُقال إنها أعظم سيرة مكتوبة باللغة الإنجليزية. عُثر على مجموعة كبيرة من مذكرات بوزويل وخطاباته وأوراقه الخاصة بين عشرينيات وخمسينيات القرن العشرين، إذ وكان لنشر جامعة ييل لها أثر كبير على سمعته.

## نشأته
ولد بوزويل في أرض بلير الواقعة على الجانب الشرقي من البرلمان بالقرب من كاتدرائية سانت جايلز في إدنبرة في 29 أكتوبر عام 1740. كان بوزويل الابن الكبير للقاضي ولورد أوشينليك ألكسندر بوزويل وزوجته أوفيميا إرسكين. كان بوزويل وريث ممتلكات عائلته في أوشينليك في أيرشاير كونه الابن الأكبر. كانت والدته كالفينيةً صارمةً، وقال إن والده قد عامله ببرود، إذ كان بوزويل طفلًا حساسًا. تذكر الأستاذة في الطب النفسي بجامعة جونز هوبكنر كاي جايمسون في كتابها ممسوس بالنار شيئًا عن احتمالية إصابة بوزويل باضطراب ثنائي القطب، إذ تقول إنه قد عانى من هذا الاضطراب بشكل متقطع طيلة حياته. أُرسل بوزويل في سن الخامسة إلى أكاديمية جيمس مونديل التي كانت مؤسسة متطورة وفقًا لمعايير ذلك الوقت، وتلقى بوزويل فيها تعليمه في اللغة الإنجليزية واللاتينية والكتابة والحساب.
لم يستمتع بوزويل -الذي كان يبلغ الثمانية من عمره- بوقته هناك، إذ عانى من الكوابيس وشعر بخجل شديد. ونتيجةً لذلك، أُبعد بوزويل عن الأكاديمية وأكمل تعليمه على يد مجموعة من المعلمين الخصوصيين. كان جون دان أبرز هؤلاء المعلمين، إذ درس بوزويل الأدب الحديث والدين، وعرض عليه مقالات مجلة ذا سبيكتيتور. كان دان حاضرًا أثناء محنة بوزويل الخطيرة في عام 1752، أي عندما كان محجوزًا في بلدة موفات شمالي دومفريشير. اعتُبرت هذه الحادثة بمثابة تجربته الأولى في المجتمع الحقيقي. شُفي بوزويل بسرعةً وبشكل كامل، إذ لربما اعتقد أن للسفر والترفيه تأثير علاجي عليه.
التحق بوزويل في سن الثالثة عشر من عمره بدورة الفنون في جامعة إدنبرة، ودرس فيها بين عامي 1753 و1758. عانى بوزويل من نوبة اكتئاب شديدة خلال دارسته إلا أنه تعافى منها تمامًا. اتسم بوزويل ببشرته السمراء وشعره الأسود وعينيه الداكنتين، وكان متوسط الطول ويميل إلى السمنة. كان مظهره رشيقًا ورجوليًا، وتمتع بحس دعابة بهيج.
ذهب بوزويل في سن التاسعة عشر إلى جامعة غلاسكو لمواصلة دراسته، حيث حضر محاضرات آدم سميث. قرر بوزويل أثناء تواجده في غلاسكو أن يتحول إلى الكاثوليكية وأن يصبح راهبًا. علم والده بقراره وأمر بقدومه إلى المنزل. لم ينصع بوزويل لأبيه بل هرب إلى لندن وأمضى فيها ثلاثة أشهر، حيث عاش حياةً إباحيةً قبل أن يعيده والده إلى اسكتلندا. التحق بوزويل بجامعة إدنبرة مجددًا عند عودته، وأجبره والده على التخلي عن معظم ميراثه مقابل علاوة قدرها 100 جنيه إسترليني سنويًا.
اجتاز بوزويل امتحان القانون الشفوي في 30 يوليو عام 1762، ثم قرر والده رفع مخصصاته إلى 200 جنيه إسترليني سنويًا، وسمح له بالعودة إلى لندن. كتب بوزويل في تلك الفترة جورنال لندن والتقى بجونسون للمرة الأولى في 16 مايو عام 1763. أصبح الرجلان صديقان على الفور، على الرغم من اعتبار بوزويل لجونسون بمثابة أب. أطلق جونسون على بوزويل لقب «بوزي».
اقتُبست المحادثة الأولى التي دارت بين جونسون وبوزويل في كتاب حياة صمويل جونسون، إذ جرت على النحو التالي:
[بوزويل]: «السيد جونسون، أنا من اسكتلندا بالفعل، وليس بيدي حيلة في ذلك».
[جونسون]: «يا سيدي، ليس بيد عدد كبير من أبناء وطنك حيلة في هذا الأمر».

## أسفاره الأوروبية
غادر بوزويل إلى أوروبا بعد حوالي ثلاثة أشهر من لقاءه الأول مع جونسون، وكان الهدف من سفره مواصلة دراسته في القانون في جامعة أوتريخت. أمضى بوزويل عامًا كاملًا هناك، إذ لم يشعر بسعادة في الأشهر القليلة الأولى لكنه استمتع بوقته في أوتريخت في نهاية المطاف. أصبح بوزويل صديقًا لإيزابيل دي شاريير -التي تعرف أيضًا باسم بيل فان زويلين- ووقع في حبها، وهي شابة هولندية مفعمة بالحيوية وذات آراء غير تقليدية بالإضافة إلى أنها أرفع منه مقامًا على الصعيد الاجتماعي والفكري. أُعجب بوزويل بالأرملة الشابة جيلفينك لكنها رفضت الزواج منه. أمضى بوزويل العامين التاليين في السفر حول القارة، فيما يسمى بالجولة الكبرى. التقى بوزويل في تلك الفترة بجان جاك روسو وفولتير وهو يحمل خطاب توصية من ديفيد لويس كونستانت دي ريبيك، ثم حج إلى روما حيث رسم جورج ويلسون صورته. سافر بوزويل إلى كورسيكا للقاء أحد أبطاله، زعيم الاستقلال باسكوالي باولي. جُمعت مذكراته ومراسلاته في هذا الوقت في كتابين، بوزويل في هولندا وبوزويل في جولته الكبرى.

## روابط خارجية
- جيمس بوزويل على موقع الموسوعة البريطانية (الإنجليزية)
- جيمس بوزويل على موقع إن إن دي بي (الإنجليزية)
- جيمس بوزويل على موقع ديسكوغز (الإنجليزية)